# 盖维尔 (南达科他州)
盖维尔（英語：Gayville），是美国南达科他州下属的一座城市。根据2010年美国人口普查，该市有人口411人。论人口在本州排行第138。